# Actes de Barnabé
Ne doit pas être confondu avec Évangile de Barnabé ou Épître de Barnabé.

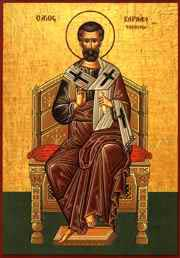
Icône de Saint Barnabé

Les Actes de Barnabé sont un écrit apocryphe chrétien relatant la mission de l'apôtre Barnabé à Chypre. 

## Contenu
Le narrateur est Jean-Marc. Après avoir reçu une révélation, il se rend auprès de Barnabé, qu'il accompagne à Chypre. À leur retour, Marc reste en Pamphylie, ce qui provoque la colère de Paul. Lorsque celui-ci se dispute avec Barnabé sur le parcours des missions d'évangélisation, la présence de Marc devient un motif de dispute supplémentaire. C'est pourquoi Paul et Barnabé se séparent. Jean-Marc accompagne Barnabé à Chypre, où ils débarquent après plusieurs péripéties. Là, Barnabé se rend de ville en ville et doit faire face à la résistance à l'évangélisation de Bar-Jésus. Arrivé à Salamine Barnabé subit le martyre par pendaison, et son corps est brûlé. Jean-Marc réussit à récupérer les cendres et les enterre dans une grotte avec un Évangile reçu de Matthieu. Jean-Marc se rend ensuite Alexandrie pour prêcher.

## Origine et datation
Le texte est produit à partir du moment où l'Église de Chypre obtient son autocéphalie. Les chercheurs s'accordent à dire que les Actes de Barnabé sont un produit du gain de l'autocéphalie, qui avait été obtenue au concile d'Éphèse, bien que ce dernier ne mentionne pas Barnabé. Le texte vise ainsi à démontrer l'origine apostolique de l'île.
Un débat existe chez les chercheurs quant à la datation exacte du texte. En effet, ce dernier ne mentionne pas l'invention des reliques de Barnabé, qui eut lieu, d'après plusieurs autres sources, sous le règne de l'empereur Zénon. C'est pourquoi il existe deux thèses divergentes quant à la datation du texte.
- Pour Richard Adelbert Lipsius, il y a d'abord la découverte d'un un évangile, accompagné des cendres considérées comme celle de Barnabé. Plus tard seulement eu lieu la découverte d'un un corps, considéré comme celui de Barnabé. C'est pourquoi les Actes de Barnabé dateraient entre 488 (date à laquelle l'invention se serait produite) et 530 (premier témoignage chez Théodore le Lecteur, mentionnant un corps)[4]
- Pour François Halkin, le fait même que les Actes de Barnabé s'ingénient à montrer l'absence de tombe connue indique qu'ils datent d'avant l'invention, soit avant 488[5].

### Éditions et traductions
- Acta Barnabae, éd. Maximilien Bonnet, dans Acta Apostolorum Apocrypha t. 2.2, Herman Mendelssohn, Leipzig, 1903, p. 292-302
- Actes de Barnabé, trad. Enrico Norelli, dans Écrits Apocryphes Chrétiens t. 2, Gallimard, Paris, 2005, p. 629-642.